# کیسکا (جمهوری آلتای)
کیسکا (به لاتین: Kiska) یک منطقهٔ مسکونی در روسیه است که در جمهوری آلتای واقع شده‌است.